# Ilama
Ilama é uma cidade hondurenha do departamento de Santa Bárbara.